# Tesla Powerwall

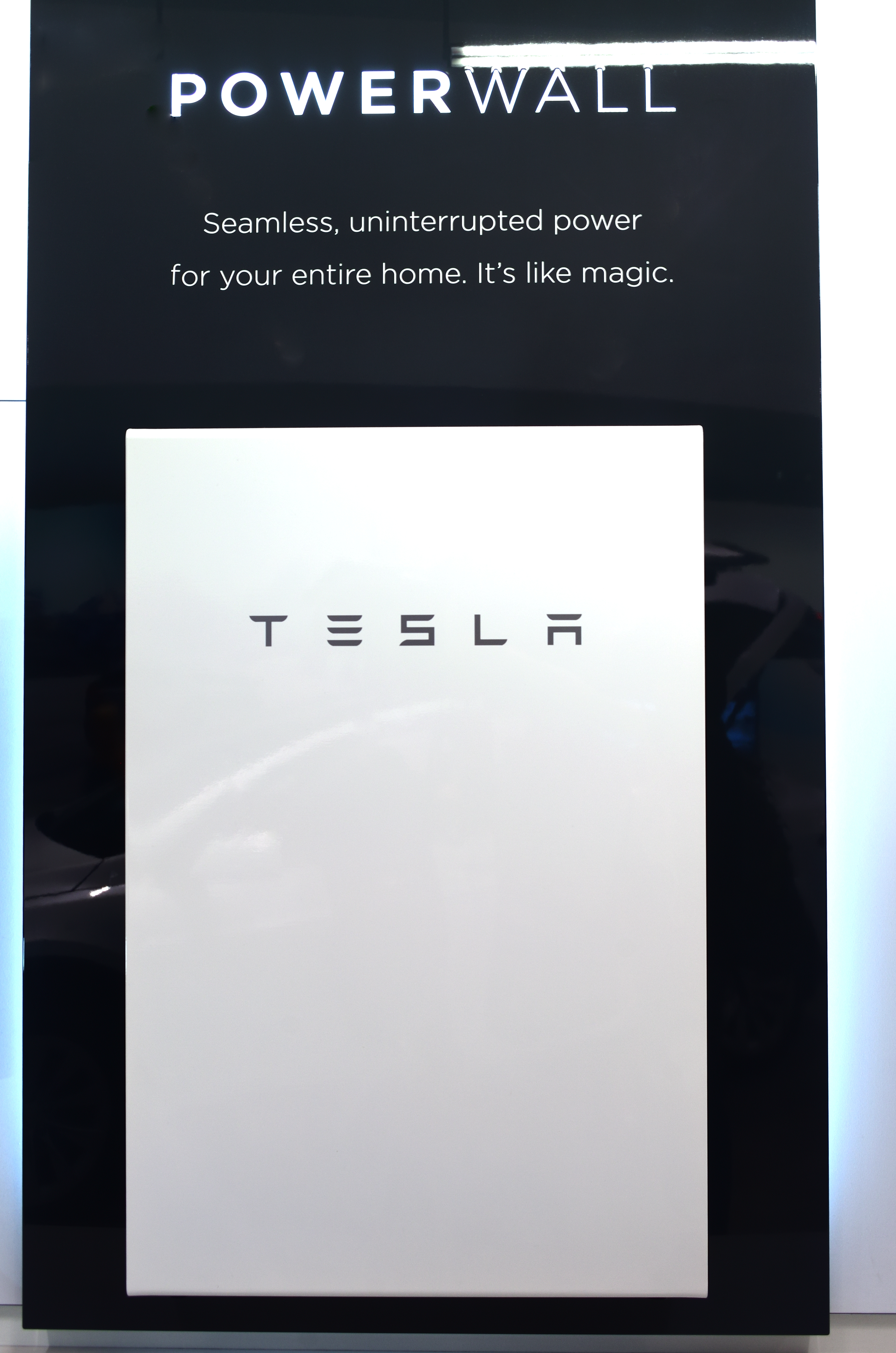
Tesla Powerwall 2

Die Tesla Powerwall ist ein Batteriespeicher mit Wechselrichter der amerikanischen Tesla, Inc. für den Einsatz als Hausspeicher, auf Basis der Lithium-Ionen-Technik.
Das bisher vorwiegend als Elektroauto-Produzent bekannte kalifornische Unternehmen Tesla Motors kündigte am 1. Mai 2015 den Einstieg in die Produktion der Powerwall an. Die Produktion erfolgt seit Oktober 2015 in der Tesla Gigafactory 1 in Nevada.
Größere Batteriespeicher zur gewerblichen Nutzung sind Tesla Powerpack sowie Tesla Megapack als Container.

## Technischer Aufbau und Funktionsweise
Die Powerwall besteht aus Lithium-Ionen-Zellen, Ladesteuerung und einem Flüssigkeitskühlsystem.
Die Powerwall verfügt über eine eigene Steuerung und Datenverbindung, so dass sie untereinander, mit anderen Geräten im Haushalt („Smart Home“) und mit einem intelligenten Stromnetz („Smart Grid“) vernetzt werden kann. Auch ist es möglich, zum Beispiel ein Elektroauto wie das von Tesla in dieses Stromnetz zu integrieren.

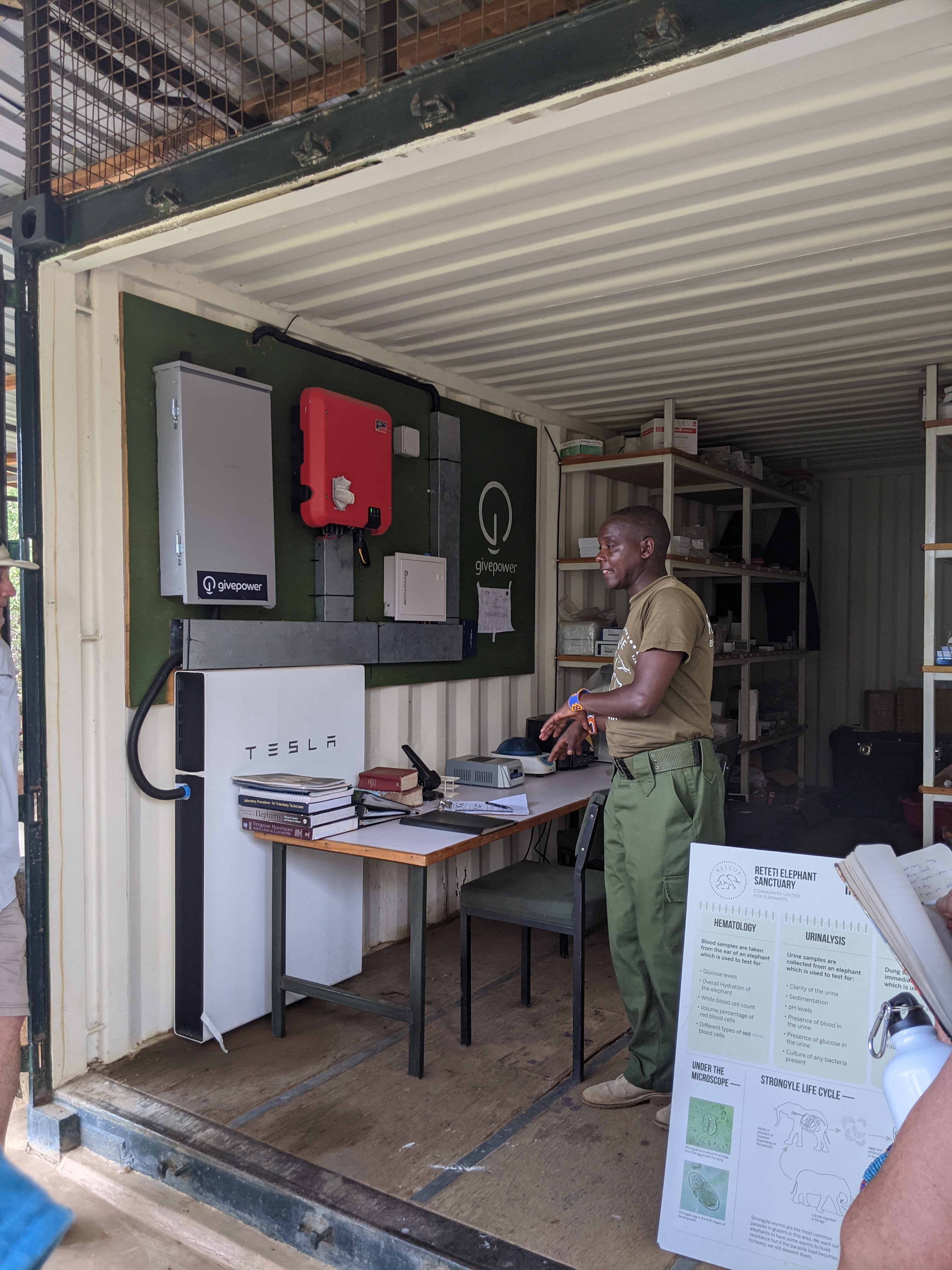
Installierte Tesla Powerwall 2

Das an der Wand montierbare System speichert 13,5 kWh. Die Powerwall 2 als auch Version 3 liefern bis zu 4,6 kW (auch als Notstromversorgung). Als Preis für die Powerwall 3 wurden 7900 € genannt.
Die Powerwall 3-Speicher sind 1099 mm hoch, 609 mm breit und 193 mm tief. Die Masse beträgt 130 kg.
Die Powerwall 2-Speicher sind 1150 mm hoch, 753 mm breit und 147 mm tief. Die Masse beträgt 114 kg.
Man kann bis zu zehn Powerwall 2 oder vier Powerwall 3 miteinander verbinden.
Die Kosten einer Powerwall (Version 2 als auch 3) liegen zwischen 10.400 bis 12.600 Euro, bestehend aus dem Speicher mit internem Wechselrichter (7350 € „ohne Installation und unterstützende Hardware“), „Unterstützende Hardware“ (1950 €) und Installationskosten („zwischen 1100 und 3300 €“).
Tesla bietet für die Powerwall 2 als auch 3 10 Jahre Garantie. Die Powerwall kann im Haus als auch im Freien installiert werden.

## Kooperationen
Tesla kündigte für Deutschland eine Kooperation mit dem Hamburger Ökostromanbieter Lichtblick an. Die Akkus sollen den von Photovoltaikanlagen erzeugten Strom aufnehmen, um das Stromnetz zu entlasten. Bei Bedarf speist die Powerwall gespeicherten Strom zurück ins Netz. Für beides sollen Powerwall-Besitzer eine Vergütung erhalten. Seit März 2016 installiert Lichtblick Powerwalls.
Weitere Tesla-Partner sind der Wechselrichterhersteller Fronius sowie SolarEdge.
Seit März 2016 liefert der Wechselrichterhersteller SMA Solar Technology für Tesla kompatible Wechselrichter für Hochvolt-Batterien wie die Tesla Powerwall. Eine Umrüstung bestehender Solaranlagen sei laut SMA-Vorstandssprecher Urbon nicht erforderlich.
In Österreich vertreibt ab 2016 das Stromunternehmen Verbund zusammen mit dem PV-Anbieter Solavolta die Tesla Powerwall.